# Jose Manuel Fors
 (février 2010).
Si vous disposez d'ouvrages ou d'articles de référence ou si vous connaissez des sites web de qualité traitant du thème abordé ici, merci de compléter l'article en donnant les références utiles à sa vérifiabilité et en les liant à la section « Notes et références ».
Jose Manuel Fors, né en 1956 à La Havane, est un photographe cubain.

## Biographie
Jose Manuel Fors fait ses études à La Havane, où il sort diplômé de l’Institut Supérieur des Arts (ISA). 
C’est en 1982 que Jose Manuel Fors tire ses premiers clichés. Le thème récurrent de ses photographies est la nature. Elle est représentée dans ses œuvres à travers de nombreux éléments comme de l’herbe, des arbres ou de la terre. 
Grâce au travail de Jose Manuel Fors, le thème de la Nature réapparaît dans la photographie cubaine contemporaine et est de nouveau utilisé comme moyen d’expression dans les arts visuels cubains en général.[réf. nécessaire]
Jose Manuel Fors utilise des techniques telles que l’inversion des couleurs ou la répétition d’images. Il utilise notamment ces procédés dans sa série Tierra Rara (1989) qui représente les éléments d’une recherche menée par un archéologue et collectés comme des archives, des preuves.
Le travail de recherche est important dans l’œuvre de Jose Manuel Fors : il utilise à titre d’exemple les archives de sa famille ou puise dans sa mémoire affective pour réaliser Homenaje en 1985.

## Expositions collectives
- 2006 : Historias Circulares – Musée des Beaux-Arts de Cuba, La Havane

## Expositions individuelles
- 2009 : ...Click — Pan American Art Projects — Miami, Floride (États-Unis)
- 2008 :
  - Madrid Mirada — MAVI — Musée des Arts visuels, Santiago du Chili
  - Madrid Mirada — MADC — Musée d’Art et de Dessin Contemporain, San José, Costa Rica
  - Surrounded by Water — œuvres sur la liberté et l’isolation dans l’art contemporain cubain — Boston University Art Gallery - BUAG, Boston, Massachusetts (États-Unis)
  - Madrid Mirada — Circulo de Bellas Artes, Madrid, Espagne
- 2003 : Rene Peña & Jose Manuel Fors — Diana Lowenstein Fine Arts — Miami, Floride (États-Unis)